# Манчестер-Сити (аэропорт)
Аэропорт Манчестер-Сити, (англ. City Airport Manchester) (бывший Аэродром Бартон англ. Barton Aerodrome) (ИАТА: N/A, ИКАО: EGCB) — аэропорт авиации общего назначения (АОН) в Бартон-на-Ирвелле, Эклес, в Салфорде, Большой Манчестер, Англия. Расположен в 9.3 км к западу от Манчестера и является первым в Великобритании муниципальным аэропортом, специально построенным с этой целью. В аэропорту четыре травяные взлётно-посадочные полосы, это самый загруженный аэропорт авиации общего назначения в Великобритании. Для самолётов аэродром функционирует с 9 часов до заката солнца семь дней в неделю. Коммерческие, военные, полицейские и санитарные вертолёты могут взлетать и садиться и ночью по предварительной договорённости, поскольку лётное поле может быть оборудовано портативными огнями.
Аэропорт является важным пунктом для дозаправки лёгких самолётов и вертолётов, летящих на север и на юг Великобритании, поскольку расположен в центре страны и имеет в наличии необходимое авиационное топливо — авиационный бензин 100LL и JetA1. Однако в связи с тем, что аэродром находится рядом с болотами Чат Мосс, здесь случаются длительные наводнения, ограничивающие взлёт и посадку самолётов.
Манчестерский аэродром Бартон обладает лицензией (номер P886), которая разрешает перевозки пассажиров и обучение полётам. Аэродром не лицензирован для работы ночью. Аэродром часто используется футбольным клубом Манчестер Юнайтед.

## История
Строительство нового муниципального аэродрома Манчестера в Бартоне начало осенью 1928, он должен был заменить временный аэродром Визеншейв. Травяное лётное поле и большой ангар были закончены в январе 1930, когда и был совершён первый пассажирский чартерный рейс. Imperial Airways летом 1930 три раза в неделю совершали рейс в лондонский аэропорт Кройдон через Бирмингем, рейс субсидировался советами Манчестера и Бирмингема.

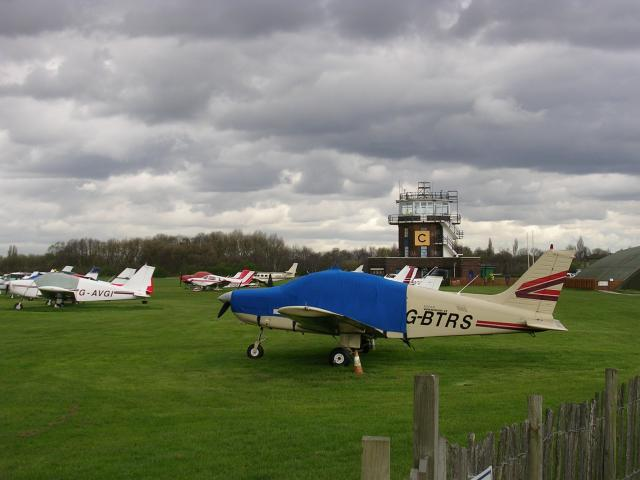
Самолёт на стоянке в аэропорту Манчестер-Сити рядом с башней контрольно-диспетчерского пункта

Контрольно-диспетчерский пункт и связанная с ним беспроводная станция были закончены весной 1933, это была первая станция в муниципальном аэропорту вне Лондона, способная связаться с самолётом во время полёта и по которой диспетчер мог давать инструкции пилотам. Башня в настоящее время продолжает эксплуатироваться и является одной из старейших в Европе из эксплуатирующихся по назначению.
Регулярные рейсы возобновились в августе 1934, когда базировавшаяся в Кройдоне авиакомпания Railway Air Services начала рейсы по маршруту Кройдон-Бартон-Белфаст-Глазго. Рейсы в Ливерпуль, Блэкпул и Остров Мэн начались весной 1935. Другие, меньшие авиакомпании, осуществляли рейсы по коротким маршрутам до июня 1938, когда все рейсы были переведены в недавно построенный больший аэропорт Рингвэй, в котором с 1940 по 1957 также находилась авиабаза RAF Ringway.
Во время Второй мировой войны Бартон был реквизирован и использовался для ремонта военных самолётов и переделки гражданских самолётов такими компаниями как Air Taxis Ltd и David Rosenfield Ltd. Типы построенных тогда самолётов — Avro Anson, Dominie, Fairey Battle, Fairey Fulmar, Hawker Hurricane и Corsair, а также Fairey Swordfish. Также было построено более чем 700 учебно-тренировочных Percival Proctor. Сохранился бетонный бункер того времени.
Аэроклуб Ланкастера базируется на аэродроме Бартон с 1946. Эскадрилья Манчестерского университета базировалась в одном из ангаров военной постройки с 1946 по 1953, а затем была перебазирована на RAF Woodvale около Саутпорта.
Аэропорт принадлежал Городскому совету Манчестера до 2003, когда земля и имущество аэропорта были приобретены подразделением Peel Group. Оператором аэропорта является дочернее предприятие Peel Airports, City Airport Manchester Ltd.
Аэропорт Манчестер-Сити мало изменился со времени своего открытия и считается успешным примером аэропорта 1930-х годов. Сохранился ряд исторических построек в Бартоне; функционирует музей аэропорта.
Аэродром использовался для съёмок фильмов и телевизионных программ, среди них Brass (где Бартон играет роль аэропорта Кройдон), Mersey Beat, GBH и Island at War Отличительный чертой этих программ и фильмов является снятый крупным планом контрольно-диспетчерский пункт. Контрольно-диспетчерский пункт неоднократно ремонтировался и реконструировался (последний раз в 2006 году), он является памятником архитектуры (Список II).

## Основные операторы
- Лётная Академия — проводится обучение полётам на самолётах и вертолётах
- Воздушные подразделения полиции Большого Манчестера
- Heli North West — школа обучения лётчиков на вертолётах Robinson R22 и Enstrom. Также используются Robinson R44 and Bell 206 Jetranger
- LAC Flying School — обучение полётам на самолётах PA28, Cessna 152/0, Grob 115 и Cessna 172.
- Malcolm Dobson Instructor Services — подкотовка к письменным экзаменам на лицензию пилота
- Mainair — обучение полётам на сверхлёгких летательных аппаратах
- Manchester Helicopter Centre — обучение полётам на вертолётах
- Ravenair — обучение полётам на Piper PA-38 Tomahawk.

## Внешние ссылки
- официальный сайт
- Flight Academy
- LAC Flying School
- Manchester Helicopter Centre
- Mainair Flying School
- Ravenair